# Sagan om Ringen Risk
Sagan om Ringen Risk är den svenska versionen av brädspelet Lord of the Rings RISK som baseras på Sagan om ringen-trilogin. Det släpptes 2002 av Parker och Hasbro.